# Rocco Cotroneo
Rocco Cotroneo (Bruzzano Zeffirio, 27 luglio 1962) è un allenatore di calcio ed ex calciatore italiano, di ruolo centrocampista, direttore sportivo della Comacchiese.

## Carriera

### Giocatore
Ha disputato 24 incontri in Serie A con la maglia dell'Empoli nella stagione 1986-87. Ha inoltre totalizzato 139 presenze in Serie B nelle file di Pescara, Cesena, Modena, Reggina e Monza.

### Allenatore
Dopo aver guidato Forlì, Sansepolcro, Cesenatico e Cattolica, dal 1º ottobre 2012 è l'allenatore del Voghera, in sostituzione di Roberto Scarnecchia.
Il 16 dicembre 2013 diventa l'allenatore del Lecco. Nell'ottobre 2015 diventa allenatore del Seregno da cui viene esonerato nell'aprile 2016.

## Statistiche

### Statistiche da allenatore
Statistiche aggiornate al 20 gennaio  2025.
| Stagione            | Squadra         | Campionato      | Campionato | Campionato | Campionato | Campionato | Coppe nazionali | Coppe nazionali | Coppe nazionali | Coppe nazionali | Coppe nazionali | Coppe continentali | Coppe continentali | Coppe continentali | Coppe continentali | Coppe continentali | Altre coppe | Altre coppe | Altre coppe | Altre coppe | Altre coppe | Totale | Totale | Totale | Totale | % Vittorie | Piazzamento       |
| Stagione            | Squadra         | Comp            | G          | V          | N          | P          | Comp            | G               | V               | N               | P               | Comp               | G                  | V                  | N                  | P                  | Comp        | G           | V           | N           | P           | G      | V      | N      | P      | %          | Piazzamento       |
| ------------------- | --------------- | --------------- | ---------- | ---------- | ---------- | ---------- | --------------- | --------------- | --------------- | --------------- | --------------- | ------------------ | ------------------ | ------------------ | ------------------ | ------------------ | ----------- | ----------- | ----------- | ----------- | ----------- | ------ | ------ | ------ | ------ | ---------- | ----------------- |
| 2002-2003           | Forlì           | C2              | 34         | 12         | 9          | 13         | CI-C            | 4               | 0               | 1               | 3               | -                  | -                  | -                  | -                  | -                  | -           | -           | -           | -           | -           | 38     | 12     | 10     | 16     | 31,58      | 10º               |
| 2003-2004           | Forlì           | C2              | 34         | 11         | 11         | 12         | CI-C            | 4               | 1               | 2               | 1               | -                  | -                  | -                  | -                  | -                  | -           | -           | -           | -           | -           | 38     | 12     | 13     | 13     | 31,58      | 8º                |
| 2004-2005           | Forlì           | C2              | 38+2       | 17         | 10+1       | 11+1       | CI-C            | 4               | 2               | 1               | 1               | -                  | -                  | -                  | -                  | -                  | -           | -           | -           | -           | -           | 44     | 19     | 12     | 13     | 43,18      | 5º                |
| set. 2005-2006      | Forlì           | C2              | 31         | 4          | 14         | 13         | CI+CI-C         | 0+2             | 0+1             | 0+0             | 0+1             | -                  | -                  | -                  | -                  | -                  | -           | -           | -           | -           | -           | 33     | 5      | 14     | 14     | 15,15      | Sub., 18º (retr.) |
| Totale Forlì        | Totale Forlì    | Totale Forlì    | 139        | 44         | 45         | 50         |                 | 14              | 4               | 4               | 6               |                    |                    |                    |                    |                    |             |             |             |             |             | 153    | 48     | 49     | 56     | 31,37      |                   |
| nov. 2007-2008      | Sansepolcro     | D               | 23+2       | 8+1        | 8          | 7+1        | CI-D            | -               | -               | -               | -               | -                  | -                  | -                  | -                  | -                  | -           | -           | -           | -           | -           | 25     | 9      | 8      | 8      | 36,00      | Sub., 13º         |
| ott. 2012-2013      | Voghera         | D               | 31+1       | 17         | 4          | 10+1       | CI-D            | -               | -               | -               | -               | -                  | -                  | -                  | -                  | -                  | -           | -           | -           | -           | -           | 32     | 17     | 4      | 11     | 53,13      | Sub., 4º          |
| dic. 2013-2014      | Lecco           | D               | 18         | 8          | 8          | 2          | CI-D            | -               | -               | -               | -               | -                  | -                  | -                  | -                  | -                  | -           | -           | -           | -           | -           | 18     | 8      | 8      | 2      | 44,44      | Sub., 9º          |
| 2014-2015           | Lecco           | D               | 36+1       | 19         | 9          | 8+1        | CI-D            | 2               | 1               | 0               | 1               | -                  | -                  | -                  | -                  | -                  | -           | -           | -           | -           | -           | 39     | 20     | 9      | 10     | 51,28      | 2º                |
| Totale Lecco        | Totale Lecco    | Totale Lecco    | 55         | 27         | 17         | 11         |                 | 2               | 1               | 0               | 1               |                    |                    |                    |                    |                    |             |             |             |             |             | 57     | 28     | 17     | 12     | 49,12      |                   |
| ott. 2015-2016      | Seregno         | D               | 28         | 14         | 7          | 7          | CI-D            | -               | -               | -               | -               | -                  | -                  | -                  | -                  | -                  | -           | -           | -           | -           | -           | 28     | 14     | 7      | 7      | 50,00      | Sub., Eson.       |
| nov. 2016-feb. 2017 | Olginatese      | D               | 12         | 3          | 3          | 6          | CI-D            | -               | -               | -               | -               | -                  | -                  | -                  | -                  | -                  | -           | -           | -           | -           | -           | 12     | 3      | 3      | 6      | 25,00      | Sub., Eson.       |
| mar.-giu. 2019      | San Marino      | D               | 8+1        | 1+1        | 2          | 5          | CI-D            | -               | -               | -               | -               | -                  | -                  | -                  | -                  | -                  | -           | -           | -           | -           | -           | 9      | 2      | 2      | 5      | 22,22      | Sub., 16º         |
| Totale carriera     | Totale carriera | Totale carriera | 300        | 116        | 86         | 98         |                 | 16              | 5               | 4               | 7               |                    |                    |                    |                    |                    |             |             |             |             |             | 316    | 121    | 90     | 105    | 38,29      |                   |